# Tamara Obrębska
Tamara Obrębska, de domo Morozowicz (ur. 1908 w Brukseli, zm. 1974 w Nowym Jorku) – polska socjolożka i ekonomistka, w młodości podróżniczka na motocyklu. Współpracowniczka przy badaniach męża Józefa Obrębskiego.

## Życiorys
Urodziła się w 1908 roku w Brukseli. Ukończyła studia w Wyższej Szkole Handlowej w Warszawie. Podczas studiów uprawiała pływanie, wioślarstwo i szermierkę. W latach 1932–1933 studiowała antropologię społeczną i ekonomię w London School of Economics, ucząc się m.in. u Bronisława Malinowskiego. W Anglii utrzymywała się z prowadzenia lekcji francuskiego i gimnastyki, dzięki czemu kupiła na raty czterocylindrowy motocykl Ariel, którym następnie zaczęła podróżować samotnie po kraju. Jako jedna z pierwszych Polek samotnie przemierzała Europę na motocyklu: w okresie wakacyjnym dwukrotnie sama podróżowała po Europie, w ciągu dwudziestu dni przejeżdżając ponad 5400 km przez Francję, Hiszpanię, Włochy, Szwajcarię, Niemcy, Austrię i Czechosłowację. Jej trasę opisano m.in. na łamach „Dziennika Łódzkiego” czy „Expressu Porannego”. W magazynie „Bluszcz” ukazał się wywiad prowadzony przez Stefanię Podhorską-Okołów oraz wspomnienia Morozowiczówny w cyklu pod tytułem Europa z Motocyklu.
W 1937 roku uzyskała tytuł magistra ekonomii Uniwersytetu Warszawskiego, po czym w latach 1937–1940 i 1945–1946 uczyła historii w warszawskich szkołach średnich. 6 stycznia 1938 roku wyszła za mąż za Józefa Obrębskiego; małżeństwu urodził się syn, Stefan. Podczas II wojny światowej prowadziła lekcje w ramach tajnych kompletów, wraz z mężem ukrywała także uciekinierów z getta i działaczy konspiracyjnych, za co została uwięziona na Pawiaku. Została uwolniona dzięki łapówce.
W latach 1946–1948 współpracowała z mężem przy badaniach terenowych na Jamajce, których celem była analiza struktury społecznej rozwijającego się społeczeństwa postniewolniczego. Następnie Obrębscy osiedli w Nowym Jorku. W latach 1950–1952 Obrębska była doktorantką i asystentką badawczą w New York University, po czym w latach 1953–1964 wykładała socjologię na City University of New York i Adelphi College. Jesienią 1960 roku została członkinią Polskiego Towarzystwa Socjologicznego, na początku lat 60. XX w. została sekretarzem Komisji Socjologiczno-Antropologicznej Polskiego Instytutu Naukowego w Ameryce. Wraz z mężem utrzymywała kontakty z Polską i wspierała polskich naukowców przyjeżdżających do Stanów. W nowojorskim domu Obrębskich bywali Valetta Malinowska, Eileen Znaniecka, Teodor Abel, Robert Bierstedt, Sula Benet, Alicja Iwańska, Feliks Gross, Aleksander Hertz, Józef Chałasiński, Jan Szczepański, Stefan Nowakowski, Wiktor Weintraub, Władysław Kuraszkiewicz, czy Zdzisław Stieber.
Po śmierci męża, dwukrotnie (1969, 1971) odwiedziła Volče w regionie macedońskim regionie Poreče, gdzie jej mąż wcześniej przeprowadzał badania, by uzupełnić jego pracę. Dzięki Obrębskiej, współpracującej z Sulą Benet i Joelem M. Halpernem, dokumenty rodzinne Obrębskich zostały przekazane do archiwum University of Massachusetts Amherst, gdzie figurują pod nazwą Joseph and Tamara Obrebski Papers.
W pierwszej połowie lat 60. oprócz pracy pedagogicznej, pracowała także dla organizacji rządowych w roli analityka i opiekuna badań terenowych. Ostatnie sześć lat życia wykładała w Long Island University. Zmarła w 1974 roku w Nowym Jorku.